# Startpage.com
Startpageは、オランダのハーグを拠点とするStartpage B.V.が運営する検索エンジンである。
Startpageはプライバシーを重視した検索エンジンであり、Googleの検索エンジンを使用しているが、検索時にユーザーの個人情報はStartpageのサーバーによって直ちに削除される。そのため、Googleに個人情報が渡ることなく、Googleと同等の検索結果を表示することができる。
さらに、StartpageはAnonymous View(匿名表示)機能を提供している。これはWebサイトをStartpageのプロキシを経由して閲覧する、VPNのような働きをするものであり、これによりプライベートにサイトにアクセスすることができる。
また、StartMailというプライバシー保護電子メールサービスも提供している。
2019年から広告企業System1の傘下である。

## 歴史
Startpageは、1998年にデビッド・ボドニックが設立したIxquickというメタ検索エンジンから始まった。オランダのサーフボード・ホールディングBVは、2000年にこれを買収した。
2005年3月23日に、メタ検索アルゴリズムの再設計、国際電話、最安値の紳士録といったリニューアルを行った。
2006年6月27日、ユーザーデータの削除を始め、IPアドレスやその他個人情報を48時間以内に削除するようになった。Ixquickはユーザーの「個人情報」を他のサーチエンジンや検索結果に広告を出す業者と共有しないと述べている。
2008年7月14日にプライバシー保護に関しEuropean Privacy Seal (EuroPriSe)に初めて認定された。これはデザインと技術的監査の一群を通して欧州連合が支援するデータセキュリティとプライバシーに関するEU法と規制のコンプライアンス保証の取り組みである。2009年、2011年、2013年にも再認定されている。
2009年1月28日、IPアドレスの記録を完全に中止した。
2009年7月7日、IxquickはStartpage.comというURL形式のサービスを提供開始した。これは覚えやすさと入力のしやすさを両立し、ixquick.comと異なりGoogle検索エンジンの検索結果を表示する。
2015年2月2日にIxquickとStartpage.comは（28日平均で）1日直接クエリ数が5,700万に達したとしている。
2018年春から夏にかけて、Ixquick名義の各ページをStartpage.comに統一させた。以降はstartpageブランドのみを使用する。
2019年1月、広告企業System1の一部門であるPrivacy One Group Ltdが買収した(公表は9月)。

## 検索エンジン
StartpageのUIは、デンマーク語、ドイツ語、英語、スペイン語、フランス語、オランダ語、ノルウェー語、ポーランド語、ポルトガル語、スウェーデン語の10言語に対応している。検索自体は2020年7月時点で82言語で可能であり、日本語にも対応している。
BraveやVivaldi、Tor Browserなどのブラウザには、Startpageがデフォルト検索エンジンの1つとして用意されている。
Startpageはクッキーを使ってユーザーを追跡することはしないが、「プリファレンス」というクッキーを使用している。これは将来の検索のためにユーザーの検索設定を覚えるためであり、以降90日Startpageに訪問しなかったユーザーのクッキーは削除する。このクッキーを使用せずに、URLを使って設定を保存することも可能である。